# Jerry Segal
Gerald „Jerry“ Segal (* 16. Februar 1931 in Philadelphia; † 1974) war ein US-amerikanischer Jazz-Schlagzeuger.
Jerry Segal studierte Musik an der Mastbaum High School, arbeitete 1954 mit Bennie Green und Pete Rugolo, Norma Carson, Johnny Smith, 1955/56 mit Terry Gibbs. Mit Charles Mingus spielte er 1955 in der Band von Teddy Charles, außerdem in dieser Zeit mit Dave McKenna/Hall Overton, Bob Dorough und Mary Ann McCall. 1957 arbeitete er mit Teo Macero und Stan Getz; im selben Jahr wirkte er an dem Album Curtis Fuller and Hampton Hawes with French Horns mit. Ende der 1950er Jahre arbeitete er noch mit Mose Allison, dann verschwand Segal von der Jazzszene.